# Héctor Campos Bermúdez
Héctor Fernando Campos Bermúdez (Viedma, 19 de diciembre de 1988) es un deportista argentino que compite en judo.
Ganó una medalla en los Juegos Panamericanos de 2015 y cuatro medallas en el Campeonato Panamericano de Judo entre los años 2009 y 2018.

## Palmarés internacional
| Juegos Panamericanos    | Juegos Panamericanos      | Juegos Panamericanos | Juegos Panamericanos |
| Año                     | Lugar                     | Medalla              | Categoría            |
| ----------------------- | ------------------------- | -------------------- | -------------------- |
| 2015                    | Toronto (Canadá)          | Medalla de bronce    | –100 kg              |
| Campeonato Panamericano |                           |                      |                      |
| Año                     | Lugar                     | Medalla              | Categoría            |
| 2009                    | Buenos Aires (Argentina)  | Medalla de bronce    | Abierta              |
| 2015                    | Edmonton (Canadá)         | Medalla de bronce    | –100 kg              |
| 2017                    | Ciudad de Panamá (Panamá) | Medalla de plata     | +100 kg              |
| 2018                    | San José (Costa Rica)     | Medalla de plata     | +100 kg              |